# Вараксін Кирило Олександрович
Кирило Вараксін (рос. Кирилл Александрович Вараксин; нар. 3 серпня 1974, Вангажі, Латвійська РСР) — латвійський та російський футболіст, нападник та півзахисник. За свою кар'єру виступав у чемпіонатах шести країн, в тому числі у вищих дивізіонах України, Росії, Кореї та Латвії.

## Життєпис
Кирило Вараксін почав свою кар'єру в ризькому клубі «Даугава-Компар». У 1992 році, разом зі своїм партнером по «Даугаві» Євгеном Горячіловим, перейшов до запорізького «Металурга». У команді за 2 сезони зіграв 23 матчі і відзначився 2 голами у Вищій лізі України.
У першій половині 1994 року грав за новоросійський «Чорноморець» у російській першій лізі.
Влітку 1994 року Кирило Вараксін перейшов у «КАМАЗ». Перший матч у Вищій лізі Росії він зіграв 14 серпня 1994 року проти «Жемчужини» (4:2), а 16 жовтня в матчі з ЦСКА (1:1) забив свій єдиний гол у Росії. Після цього успіху він перейшов до армійського клубу, але грав тільки за дубль, а в 1995 році півроку відіграв у Південній Кореї за «Пучхон Юкон».
Після відходу з ЦСКА Кирило Вараксин відправився в Західну Європу, виступав за клуби нижчих дивізіонів Бельгії та Німеччини.
У 2001 році переїхав до Латвії, приєднався до ФК «Риги». У 2003 році Вараксин перейшов в «Юрмалу», якому допоміг піднятися з першого дивізіону до вищого, а наступного року завершив професійну кар'єру.
Після закінчення кар'єри працює дитячим тренером у місті Вангажі, бере участь у турнірах з міні-футболу.